# Tribunal Distrital (Irlanda)
O Tribunal Distrital (em irlandês: An Chúirt Dúiche) da Irlanda é constituído por um presidente e sessenta e três juízes. 
Para os efeitos da administração da justiça, o país está dividido em distritos e, pelo menos, um juiz é designado para cada distrito. O tribunal ouve casos de direito civil e penal, direito da família e pedidos de licenciamento. 

## Competência
O tribunal tem o poder de renovar licenças para a venda de intoxicantes e conceder licenças para loterias. 
A jurisdição penal é limitada a pequenos delitos - ou seja, a pena máxima é de 12 meses de prisão. Todos os delitos também podem ser julgados pelo tribunal desde que o acusado, o juiz e o Diretor do Ministério Público concordem. Nesse caso, a pena máxima imposta pelo juiz para o delito não pode exceder 12 meses de prisão. 

## Recursos
Todos os acórdãos do Tribunal Distrital em ambos os processos civis e penais pode ser objecto de recurso para uma nova audiência no Tribunal de Círculo. As decisões de um juiz do Tribunal Distrital também podem ser judicialmente revistas pelo Supremo Tribunal de Justiça.